# Hannu Lepistö
Hannu Lepistö (ur. 17 maja 1946) – fiński trener skoków narciarskich.  Od kwietnia 2006 roku do 11 marca 2008 roku trener reprezentacji Polski, a od 30 stycznia 2009 roku do końca kariery indywidualny trener Adama Małysza.
Hannu Lepistö podczas swojej kariery trenerskiej miał w swoich drużynach wielu medalistów wielkich imprez, takich jak mistrzostwa świata, igrzyska olimpijskie, czy Puchar Świata.

## Kariera trenerska
Hannu Lepistö rozpoczął karierę trenerską w 1980 roku. W latach 1980–1985 trenował kadrę A Finlandii. Jego podopieczni osiągnęli m.in. dwukrotne zwycięstwo w klasyfikacji łącznej PŚ oraz złoty i srebrny medal olimpijski Mattiego Nykänena, czy dwukrotny triumf drużyny w Pucharze Narodów.
Sukcesy podopiecznych Lepistö w Finlandii w latach 1980-1985 (chronologicznie)
| Medal | Zawodnik       | Zawody                      | Rok  |
| ----- | -------------- | --------------------------- | ---- |
|       | Jari Puikkonen | Turniej Czterech Skoczni    | 1981 |
|       | Jari Puikkonen | Mistrzostwa świata w lotach | 1981 |
|       | Finlandia      | Puchar Narodów              | 1981 |
|       | Finlandia      | Puchar Narodów              | 1982 |
|       | Jari Puikkonen | Mistrzostwa świata          | 1982 |
|       | Matti Nykänen  | Mistrzostwa świata          | 1982 |
|       | Finlandia      | Mistrzostwa świata          | 1982 |
|       | Matti Nykänen  | Turniej Czterech Skoczni    | 1983 |
|       | Matti Nykänen  | Mistrzostwa świata w lotach | 1983 |
|       | Matti Nykänen  | Puchar Świata               | 1983 |
|       | Finlandia      | Puchar Narodów              | 1983 |
|       | Matti Nykänen  | Turniej Czterech Skoczni    | 1984 |
|       | Matti Nykänen  | Igrzyska olimpijskie        | 1984 |
|       | Matti Nykänen  | Igrzyska olimpijskie        | 1984 |
|       | Jari Puikkonen | Igrzyska olimpijskie        | 1984 |
|       | Matti Nykänen  | Puchar Świata               | 1984 |
|       | Finlandia      | Puchar Narodów              | 1984 |
|       | Matti Nykänen  | Turniej Czterech Skoczni    | 1985 |
|       | Matti Nykänen  | Mistrzostwa świata w lotach | 1985 |
|       | Jari Puikkonen | Mistrzostwa świata          | 1985 |
|       | Matti Nykänen  | Mistrzostwa świata          | 1985 |
|       | Finlandia      | Mistrzostwa świata          | 1985 |
|       | Matti Nykänen  | Puchar Świata               | 1985 |
|       | Finlandia      | Puchar Narodów              | 1985 |

W latach 1986–1992 był trenerem reprezentacji Włoch. Za jego kadencji Roberto Cecon zdobył brązowy medal na mistrzostwach świata w lotach 1992 na skoczni Čerťák w Harrachovie.
Sukcesy podopiecznych Lepistö we Włoszech w latach 1986-1992 (chronologicznie)
| Medal | Zawodnik      | Zawody                      | Rok  |
| ----- | ------------- | --------------------------- | ---- |
|       | Roberto Cecon | Mistrzostwa świata w lotach | 1992 |

Po dwuletniej przerwie, w 1994 roku powrócił do trenowania, ponownie objął reprezentację Finlandii. Jego podopiecznym był Janne Ahonen – dwukrotnie był trzeci w PŚ, został także mistrzem świata w 1997. Drużyna fińska dwukrotnie wygrała Puchar Narodów, a także dwukrotnie zwyciężyła na mistrzostwach świata. W 1998 Jani Soininen zdobył złoty i srebrny medal olimpijski. W konkursie drużynowym Finowie zajęli dopiero 5. miejsce, po czym po sezonie olimpijskim zrezygnował ze szkolenia fińskich skoczków.
Po olimpijskim sezonie Lepistö ponownie powrócił do Włoch. Po roku Fin zrezygnował ze szkolenia skoczków i został komentatorem w stacji telewizyjnej Eurosport.
Sukcesy podopiecznych Lepistö w Finlandii w latach 1994-1998 (chronologicznie)
| Medal | Zawodnik          | Zawody                      | Rok  |
| ----- | ----------------- | --------------------------- | ---- |
|       | Janne Ahonen      | Turniej Czterech Skoczni    | 1995 |
|       | Mika Laitinen     | Mistrzostwa świata          | 1995 |
|       | Finlandia         | Mistrzostwa świata          | 1995 |
|       | Janne Ahonen      | Puchar Świata               | 1995 |
|       | Finlandia         | Puchar Narodów              | 1995 |
|       | Ari-Pekka Nikkola | Turniej Czterech Skoczni    | 1996 |
|       | Janne Ahonen      | Mistrzostwa świata w lotach | 1996 |
|       | Ari-Pekka Nikkola | Puchar Świata               | 1996 |
|       | Janne Ahonen      | Puchar Świata               | 1996 |
|       | Finlandia         | Puchar Narodów              | 1996 |
|       | Janne Ahonen      | Mistrzostwa świata          | 1997 |
|       | Finlandia         | Mistrzostwa świata          | 1997 |
|       | Finlandia         | Puchar Narodów              | 1997 |
|       | Jani Soininen     | Igrzyska olimpijskie        | 1998 |
|       | Jani Soininen     | Igrzyska olimpijskie        | 1998 |

W 2002 został zatrudniony jako trener reprezentacji Austrii. Wprowadził do niej nowe twarze, m.in. Thomasa Morgensterna, Floriana Liegla, Andreasa Koflera i Christiana Nagillera. Zawodnicy ci zaczęli zajmować wysokie miejsca w zawodach PŚ. Austria w sezonie 2002/2003  wygrała Puchar Narodów, a Andreas Widhölzl zajął 3. miejsce w klasyfikacji końcowej PŚ, jednak sporym rozczarowaniem był występ na mistrzostwach świata w Val di Fiemmie gdzie Austriacy w żadnym z konkursów nie zdobyli medalu. Sezon 2003/2004 nie był tak udany dla Austriaków jak poprzedni (3. miejsce w Pucharze Narodów i brąz na MŚ w lotach w konkursie drużynowym), w związku z czym Lepistö zrezygnował ze stanowiska trenera reprezentacji.
Sukcesy podopiecznych Lepistö w Austrii w latach 2002-2004 (chronologicznie)
| Medal | Zawodnik         | Zawody                   | Rok  |
| ----- | ---------------- | ------------------------ | ---- |
|       | Austria          | Puchar Narodów           | 2003 |
|       | Andreas Widhölzl | Puchar Świata            | 2003 |
|       | Martin Höllwarth | Turniej Czterech Skoczni | 2004 |
|       | Austria          | MŚ w lotach              | 2004 |
|       | Austria          | Puchar Narodów           | 2004 |

W 2004 po raz kolejny wrócił do Włoch. Jego asystentem został Roberto Cecon. Mieli oni za zadanie zbudować silną drużynę młodych skoczków na igrzyska olimpijskie w Turynie. W 2005 podczas zawodów PŚ w Pragelato (arena IO w Turynie) Włoch zdobył pierwsze punkty w Pucharze Świata od czasu Cecona. Stefano Chiapolino zajął tam 20. miejsce, co dało mu 11 punktów. Po pierwszej serii skoków zajmował wysoką, 6. lokatę. Tak dobrego wyniku Chiapolino już nie powtórzył. W sezonie olimpijskim z kadry Lepistö i Cecona wybił się Sebastian Colloredo. W zawodach w czeskim Harrachovie odnotował miejsce w pierwszej dziesiątce (był 10.). Od tamtej pory Włoch najczęściej plasował się na miejscach w okolicach 20.–30. Obok Colloredo całkiem niezłe występy zaliczał także inny członek kadry Fina, Andrea Morassi. Na igrzyskach w Turynie Włosi nie spisali się zbyt dobrze, indywidualnie żaden z nich nie wszedł do czołowej 30., a drużynowo zajęli 11. miejsce. Jednak z powodu kontuzji dwóch reprezentantów, drużyna musiała być uzupełniona zawodnikiem kombinacji norweskiej, Davidem Bresadolą. Po sezonie 2005/2006 Lepistö odszedł z Włoch, głównie z powodu nieuregulowanych wobec niego spraw finansowych.
W kwietniu 2006 przyjął propozycję Polskiego Związku Narciarskiego i został trenerem reprezentacji Polski. W sezonie 2006/2007 do wysokiej formy powrócił prowadzony przez Lepistö Adam Małysz, który zdobył swój czwarty złoty medal mistrzostw świata, a po dziewięciu zwycięstwach w Pucharze Świata triumfował po raz czwarty w klasyfikacji generalnej, wyrównując tym samym osiągnięcie byłego podopiecznego Lepistö Mattiego Nykänena.
Kolejny sezon był zarówno dla Adama Małysza jak i pozostałych polskich skoczków nieudany i 11 marca 2008 roku Polski Związek Narciarski rozwiązał umowę z Hannu Lepistö ze skutkiem natychmiastowym. Podczas ostatniej rundy Pucharu Świata w Planicy, Polaków poprowadził jego dotychczasowy asystent Łukasz Kruczek – były skoczek narciarski. Po tym wydarzeniu Fin wrócił do pracy komentatora dla stacji Eurosport. W trakcie sezonu 2008/2009 na prośbę Adama Małysza zdecydował się zostać jego osobistym trenerem, tym samym porzucając pracę w telewizji. Pod wodzą Lepistö, polski skoczek podczas zawodów Pucharu Świata trzykrotnie stawał na podium (zawsze na drugiej pozycji). W kolejnym sezonie Fin doprowadził swego podopiecznego do dwóch srebrnych medali igrzysk olimpijskich w Vancouver. Poza tym, Adam Małysz zajął 5. miejsce w klasyfikacji generalnej Pucharu Świata sześć razy zajmując miejsce w pierwszej trójce zawodów (cztery drugie miejsca i dwa trzecie). W 2010 roku odznaczony Krzyżem Kawalerskim Orderu Odrodzenia Polski.
3 marca 2011 roku wraz z Adamem Małyszem ogłosił, że odchodzi na trenerską emeryturę. 16 marca przed wylotem do Planicy poczuł się źle na lotnisku w Helsinkach, po czym trafił do szpitala i nie wziął udziału w ostatnich konkursach Małysza w karierze i na jego benefisie 26 marca na Wielkiej Krokwi w Zakopanem.
Sukcesy podopiecznych Lepistö w Polsce w latach 2006–2011 (chronologicznie)
| Medal                                                         | Zawodnik    | Zawody               | Rok  |
| ------------------------------------------------------------- | ----------- | -------------------- | ---- |
|                                                               | Adam Małysz | Mistrzostwa świata   | 2007 |
|                                                               | Adam Małysz | Puchar Świata        | 2007 |
| W latach 2009–2011 roku był trenerem wyłącznie Adama Małysza. |             |                      |      |
|                                                               | Adam Małysz | Igrzyska olimpijskie | 2010 |
|                                                               | Adam Małysz | Igrzyska olimpijskie | 2010 |
|                                                               | Adam Małysz | Mistrzostwa świata   | 2011 |
|                                                               | Adam Małysz | Puchar Świata        | 2011 |

### Reprezentacje i zawodnicy trenowani przez Hannu Lepistö
- 1980–1985:  Finlandia
- 1985–1992:  Włochy
- 1994–1998:  Finlandia
- 1998–1999:  Włochy
- 2002–2004:  Austria
- 2004–2006:  Włochy
- 2006–2008:  Polska
- 2009–2011: Adam Małysz
- 2014–2016: Janne Ahonen i Harri Olli

## Życie prywatne
Hannu Lepistö mieszka na co dzień w Lahti z żoną. Ma jednego syna, Kalle, który jest komentatorem fińskiego Eurosportu. Jego pasją jest wędkarstwo oraz wyścigi konne. Posiada 4 konie, które biorą udział w prestiżowych wyścigach. Twierdzi, że najlepiej czuje się w Finlandii.